# Coccyzus vieilloti
Il cuculo lucertola di Portorico o cuculo lacertiero di Portorico  (Coccyzus vieilloti Bonaparte, 1850), è un uccello della famiglia dei Cuculidae.

## Sistematica
Coccyzus vieilloti non ha sottospecie, è monotipico.

## Distribuzione e habitat
Questo uccello vive solo sull'isola di Porto Rico. È di passo sulle Isole Vergini Americane.